# Jak by to sprzedać
Jak by to sprzedać (ang. The Goods: Live Hard, Sell Hard) – amerykańska komedia obyczajowa z 2009 roku w reżyserii Neala Brennana. Wyprodukowany przez Paramount Vantage.

## Opis fabuły
Ben Selleck (James Brolin) ma komis samochodowy, który kiepsko prosperuje. Decyduje się więc zatrudnić kilku profesjonalnych sprzedawców. Muszą oni w ciągu trzech dni sprzedać ponad 200 samochodów. Tymczasem szef zajmuje się sprawami sercowymi. Zastanawia się, jak poderwać piękną Ivy.

## Obsada
- Jeremy Piven jako Don Ready
- Ving Rhames jako Jibby Newsome
- James Brolin jako Ben Selleck
- David Koechner jako Brent Gage
- Kathryn Hahn jako Babs Merrick
- Ed Helms jako Paxton Harding
- Jordana Spiro jako Ivy Selleck
- Tony Hale jako Wade Zooha
- Ken Jeong jako Teddy Dang
- Rob Riggle jako Peter Selleck
- Alan Thicke jako Stu Harding
- Charles Napier jako Dick Lewiston
- Jonathan Sadowski jako Blake
- Noureen DeWulf jako Heather

i inni.